# Iōannīs Patakīs
Iōannīs Patakīs (in greco Ιωάννης Πατάκης?; Nikaia, 22 novembre 1940 – 10 aprile 2009) è stato un politico greco.

## Biografia
Come membro del Partito Comunista di Grecia, fu europarlamentare dal 2001 al 2004.